# 토스카나의 대공위 계승 순위
토스카나 대공국은 1860년 리소르지멘토의 결과, 사르데냐 왕국에 합병당한다. 하지만 토스카나의 대공을 배출해냈던 합스부르크 토스카나 대공가는 그대로 존속하고 있으며, 비록 이름뿐인 작위에 불과하지만 오늘날까지 계속 계승되고 있다. 현재 토스카나의 대공은 토스카나 대공 지기스문트이며, 대공위 계승 순위 1위는 토스카나 대공 아마데오이다.

## 대공위 계승 순위
1. 아마데오 에즈보르고토스카나 (2001년), 시기즈먼드 에즈보르고토스카나의 아들.
2. 막시밀리안 에즈보르고토스카나 (2004년), 시기즈먼드 에즈보르고토스카나의 아들.
3. 군트람 에즈보르고토스카나 (1967년), 레오폴도 프란시스코 에즈보르고토스카나의 아들.
4. 라트보트 폰 합스부르크토스카나 (1938년), 게오르크 폰 합스부르크토스카나의 아들.
5. 게오르크 폰 합스부르크토스카나 (1952년), 게오르크 폰 합스부르크토스카나의 아들.
6. 도미니크 폰 합스부르크토스카나 (1937년), 안톤 폰 합스부르크토스카나의 아들.
7. 레오폴트 폰 합스부르크토스카나 (1956년), 프리드리히 살바토르 폰 합스부르크토스카나의 아들.
8. 알렉산더 살바토르 폰 합스부르크토스카나 (1959년), 프리드리히 살바토르 폰 합스부르크토스카나의 아들.
9. 콘스탄틴 살바토르 폰 합스부르크토스카나 (2002년), 알렉산더 살바토르 폰 합스부르크토스카나의 아들.
10. 파울 살바토르 폰 합스부르크토스카나 (2003년), 알렉산더 살바토르 폰 합스부르크토스카나의 아들.
11. 안드레아스 살바토르 폰 합스부르크토스카나(1936년), 휴버트 살바토르 폰 합스부르크토스카나의 아들.
12. 타대우스 살바토르 폰 합스부르크토스카나 (2002년), 안드레아스 살바토르 폰 합스부르크토스카나의 아들.
13. 카시미르 살바토르 폰 합스부르크토스카나 (2003년), 안드레아스 살바토르 폰 합스부르크토스카나의 아들.
14. 마르크스 폰 합스부르크토스카나 (1946년), 휴버트 살바토르 폰 합스부르크토스카나의 아들.
15. 요한 폰 합스부르크토스카나 (1947년), 휴버트 살바토르 폰 합스부르크토스카나의 아들.
16. 미하엘 폰 합스부르크토스카나 (1949년), 휴버트 살바토르 폰 합스부르크토스카나의 아들.
17. 프란츠 살바토르 (1927년), 테오도르 살바토르 폰 합스부르크토스카나의 아들.
18. 카를 살바토르 폰 합스부르크토스카나 (1936년), 토스카나 공작 테오도르 살바토르의 아들.
19. 마티아스 폰 합스부르크토스카나 (1971년), 카를 살바토르 폰 합스부르크토스카나의 아들.
20. 요하네스 폰 합스부르크토스카나 (1974년), 카를 살바토르 폰 합스부르크토스카나의 아들.
21. 베른하르트 폰 합스부르크토스카나 (1977년), 카를 살바토르 폰 합스부르크토스카나의 아들.
22. 베네딕트 폰 합스부르크토스카나 (1983년), 카를 살바토르 폰 합스부르크토스카나의 아들.